# La Perdita Generacio
La Perdita Generacio, afgekort LGP, is een Esperantotalige muziekgroep uit Zweden.

## Geschiedenis
De groep werd opgericht tijdens het Internationaal Jongerencongres van 2003, dat dat jaar werd gehouden in Lesjöfors, Zweden. Aanvankelijk bestond de groep uit muzikanten die op dat moment deel uitmaakten van Den Förlorade Generationen (DFG), een Zweedse eco-band. De betekenis van de bandnaam in zowel het Zweeds als in het Esperanto is hetzelfde: "De verloren generatie".
LPG's eerste concert was spontaan en informeel, en vond plaats tijdens een jeugdcongres in 2003; de groep werd vervolgens uitgenodigd om het jaar daarop een concert te spelen tijdens het Internationaal Jongerencongres in Kovrov, Rusland, waar ze de prijs voor meest interessante band ontvingen. Volgens een interview met Tomas Frejarö, de oprichter van de groep en belangrijkste songwriter, bestonden zowel de LPG als de DFG in die tijd parallel en onafhankelijk van elkaar.

## Discografie
- 2013: Ĉiamen plu
  1. Domoarigato
  2. Dudek tri
  3. Pluku ne la florojn
  4. La dizertanto
  5. Alia aventuro
  6. Televido
  7. Ubuntu
  8. Ne eblas kalkuli
  9. Plastokanto
  10. Riveretoj ĉe mi
  11. Disfaluntoj
  12. Ĉu vi kontentas?
  13. Rulu trajn’
- 2008: Eksplodigos vian domon
  1. Malantaŭen
  2. Iamio bruliĝas
  3. Ne normalas, nur kutimas
  4. Kapon en la sablo
  5. Amokanto
  6. Lulkanto por piratoj
  7. Fajro kamena
  8. Asronado sur tegmento dum helreveno
  9. Senpromese, senperfide
  10. Mil naŭcent okdek kvar
  11. Sub fortepiano en Kiev'
  12. Lasta kanto por eta Tingelingo
  13. Ĉu timigas la ombro
- 2006: Eksenlime
  1. Maldormemo Mia
  2. La Matenrampanto
  3. La Kosma Aventuro
  4. Valso kun Komunistino
  5. La Pasinta Generacio
  6. Ĉiuj ni amegas Usonon
  7. Ekde Gernika
  8. Pacon de Dio
  9. Revu Viviganto
  10. Nia Fiera Policisto
  11. Ĉiu momento estas vojaĝo
  12. Societo de Vivantaj Poetoj
- 2004: en Rusio
  1. La Matenrampanto
  2. Ĉiuj ni amegas Usonon!
  3. La sola vojo
  4. Vivas mi
  5. LPG prezentas sin
  6. Nia fiera policisto
  7. Revu viviganto
  8. Ĉiu momento estas vojaĝo